# گلاب

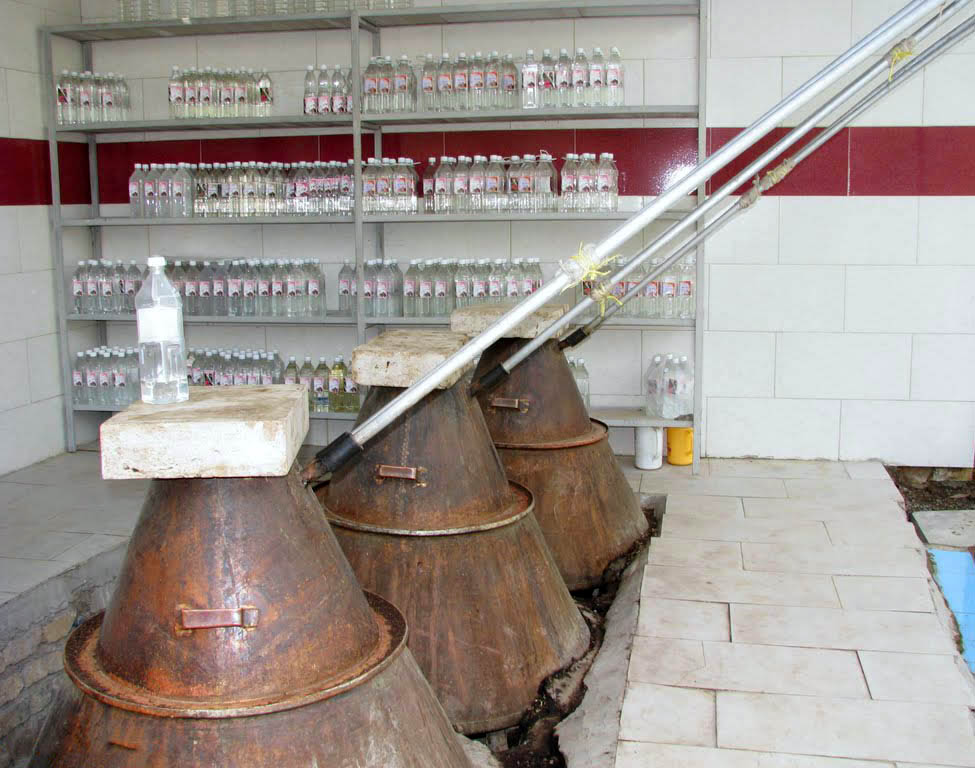
یک کارگاه کوچک گلاب‌گیری در کاشان. برای تولید یک لیتر عطر یا اسانس گل گلاب، به ۴ تن گل نیاز است.

گلاب به مایعی گفته می‌شود که از گل گلاب (نام علمی: Rosa × damascena) استخراج کنند و معطر است.
«اسانس گل گلاب یکی از گرانترین اسانس‌های دنیا است و هر لیتر اسانس یا همان عطر خالص گل گلاب حدود ۲۳ هزار دلار قیمت دارد.»
امروزه شهرستان کاشان با تولید ۱۵ هزار تن گلاب بزرگ‌ترین تولیدکننده این محصول در جهان است و پس از کاشان شهر میمند در استان فارس با بیش از ۱۲ هزار تن تولید گلاب، بزرگ‌ترین تولیدکننده این محصول در جهان است و شهر اسپارتای در ترکیه با ۸۵۰۰ تن در رده بعدی تولید گلاب جهان قرار دارد.[نیازمند منبع]
ایران به دلیل دارا بودن ماده اولیه مناسب از نظر کمیت و کیفیت محصول یکی از بزرگ‌ترین تولیدکنندگان گلاب در جهان می‌باشد. عطر و گلاب گلسرخ ایران به علت شرایط مناسب آب و هوایی، از مرغوبیت خاصی برخوردار بوده و از شهرت جهانی برخوردار است.

## تاریخچه گلاب‌گیری
مطالعه تاریخ نشان می‌دهد که ایرانیان از نخستین تولیدکنندگان گلاب و عطر در جهان هستند که این کار در سرزمین پارس صورت می‌گرفته است.
قدیم‌ترین ذکر نام این صنعت نشان دهنده آن است که مهد و آغاز تولید گلاب از میمند فارس بوده است،
قدیمی‌ترین سند تاریخی در کتاب کتاب صورالاقلیم نوشته ابوزید سهل بلخی (۳۲۲ هـ ق) است که چنین آورده است:
«. . . جور از نواحی اردشیرخوره و قصبه‌های آن جور و میمند است . . . و گلاب پارس از آن خیزد و به دریابار و حجاز و یمن و شام و مصر و مغرب و خراسان برند . . .»
(جور) همان شهرستان تاریخی فیروزآباد است که گلاب میمند به نام آن نیز مشهور بوده و چنان‌که ذکر شد در خارج ایران معروفیت داشته است، به‌طوری‌که در برخی از کتاب‌های قدیم از آن به نام «ورد جوری» نام برده شده است که در دوره رونق تاریخی منطقه یکی از کالاهای عمده تجارت شده در میمند محسوب می‌شده است.
بنابر این بر اساس اسناد تاریخی، نوشته مورخان و آثار به جای مانده از کارخانه‌های تولید گلاب و شیشه (برای حمل گلاب) در شهر میمند در استان فارس شهر میمند را می‌توان به عنوان مهد و نقطه شروع گل و گلاب ایران و حتی جهان نام برد.

## انواع گلاب
برای تهیه گلاب، مقدار مشخصی از گل محمدی را درون دیگ آب جوش می‌ریزند و آن را تقطیر می‌کنند تا پس از مدتی گلاب به دست آید. تفاوت انواع مختلف گلاب، در میزان گل محمدی است که برای تولید آن استفاده شده است.

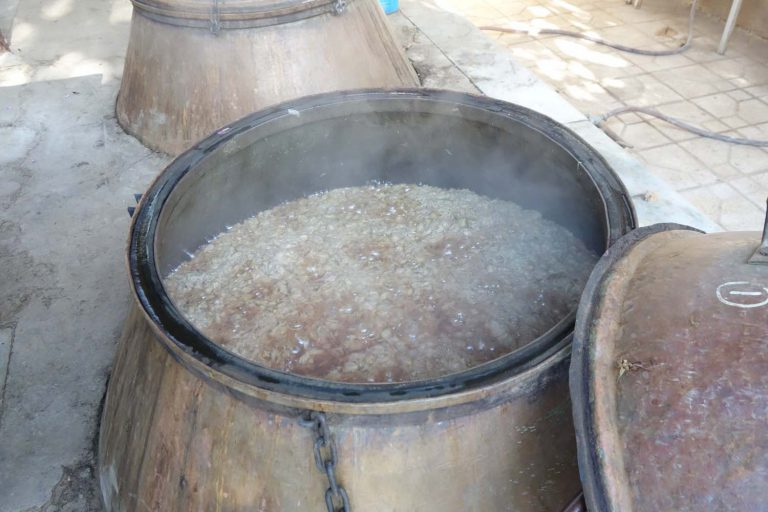
دیگ گلاب‌گیری

### گلاب سنگین
گلاب سنگین یا گلاب ممتاز، نوعی گلاب درجه یک است که از تقطیر بین ۳۰ تا ۳۵ کیلوگرم گل محمدی به همراه ۸۰ لیتر آب به دست می‌آید. در نتیجه این فرایند، ۴۰ لیتر گلاب ممتاز به دست می‌آید. کیفیت این گلاب بسیار بالاست و غلظت خوبی نیز دارد، به همین دلیل می‌توان برای مصارف خانگی از آن استفاده کرد.

### گلاب سبک
در تهیه گلاب سبک، از حدود ۱۵ تا ۲۰ کیلوگرم گل محمدی استفاده می‌شود. به دلیل کاهش مقدار گل محمدی، گلاب سبک قیمت کمتری نسبت به گلاب ممتاز دارد.

### گلاب دو آتیشه
اگر بعد از یک بار انجام فرایند گلاب‌گیری، مجدداً به گلاب به دست آمده گل محمدی اضافه شود و فرایند تقطیر دوباره روی آن تکرار شود، گلاب دو آتیشه به دست می‌آید. غلظت گلاب دو آتیشه بسیار بالاست و طعم تلخی دارد. گلاب دو آتیشه در غلظت‌های متفاوتی تولید می‌شود. گلاب دو آتیشه غلظت کم، گلاب دوآتیشه غلظت متوسط و گلاب دو آتیشه غلظت بالا (ممتاز)

### گلاب سه آتیشه
اگر فرایند گلاب‌گیری برای بار سوم انجام شود، گلاب سه آتیشه به دست می‌آید که معمولاً به مقدار بسیار کم تولید شده و برای مصارف خاص از آن استفاده می‌شود.

### گلاب پس آب
در صورتی که بعد از فرایند گلاب‌گیری، روی تفاله‌های گل محمدی آب بریزیم و عمل تقطیر را مجدداً انجام دهیم، گلاب رقیقی به نام پس آب تولید می‌شود که کیفیت پایین و عطر کمی دارد.

### گلاب صنعتی
علاوه بر تولید گلاب به روش سنتی (جوشاندن گل محمدی در دیگ آب جوش)، نوعی دیگر گلاب وجود دارد که به روش صنعتی تولید می‌شود. در تولید گلاب به روش صنعتی از دستگاه‌هایی مانند سختی گیر، پاستوریزاتور، دستگاه بسته‌بندی، ترموستات و پرکن استفاده می‌شود. حجم گلابی که با روش صنعتی تولید می‌شود، بیشتر از گلابی است که با روش سنتی تولید شده است.

## خاستگاه
ایرانیان از نخستین کسانی هستند که از گذشته‌های دور به ویژگی‌های خوراکی و درمانی گل سرخ پی برده‌اند. طبق اسناد بین‌المللی، مبدأ تولید گلاب، ایران و مبدأ تولید اسانس گل سرخ و عصاره گلبرگ‌های تازه، یونان ذکر شده است.
گل سرخ یا رز، گیاهی است که بومی ایران است و خاستگاه و موطن اصلی آن ایران است که تا حدود ۳۵۰ سال پیش غیراز ایران جایی دیگر رویش نداشته است و در زمان سلسله صفویه و زمانی که دولت عثمانی همسایه ایران بوده است، این گل و کلیه دستگاه‌های گلابگیری از ایران به ترکیه و سپس به سوریه و بلغارستان برده شده است.
گزارش ابن خلدون حاکی بر این است که در قرن ۸ و ۹ میلادی گلاب یکی از اقلام مهم تجاری ایران بوده است که از طریق جاده ابریشم به هند و چین صادر می‌شده است.
ابن خلدون در کتاب العبره مرکز تولید گلاب را ولایت فارس ذکر کرده است و آورده است که در قرن هشتم و نهم بخشی از خراج فارس ۳۰ هزار قرابه گلاب بوده است که از فارس به دربار خلفای عباسی ارسال می‌شد؛ و اما معروف‌ترین گلابی نیز که در تاریخ به ان اشاره شده است گلاب جوری است که در بسیاری از کتب تاریخی از جمله العبره ابن خلدون سفرنامه ابن بطوطه و فارسنامه ناصری اشاره کرد و همگی محل تولید ان را ولایت اردشیر خوره در جنوب ایران ذکر کرده‌اند و جور همان معرب شده شهر گور مرکز اردشیر خوره و پایتخت ساسانیان و فیروزآباد امروزی در استان فارس است و امروزه هم در میمند فارس و در فاصله ۱۵ کیلومتری شهر تاریخی گور سالیانه بیش از ۱۲ هزارتن گلاب تولید می‌شود.
بنابر بر اساس اسناد تاریخی خاستگاه اصلی تولید گلاب در ایران استان فارس و شهر تاریخی گور و بخش میمند بوده است.
اما امروزه شهرستان کاشان با بخش‌های قمصر و نیاسر بیشترین کارگاه‌های تولید گلاب را در خود جای داده است.
براساس مدارک جدید، ایرانیان اولین قومی بودند که از گل سرخ، اسانس و گلاب را به روش تقطیر به دست آوردند و سپس این فن را به سایر نقاط دنیا انتقال دادند. ابن سینا دانشمند بزرگ ایرانی، تحقیقات وسیعی در مورد استخراج اسانس‌ها به روش تقطیر داشته است.
سالانه در بخش‌های قمصر، نیاسر، برزک و جوشقان شهرستان کاشان مجموعاً ۱۵ هزار تن گلاب سنگین تولید می‌شود
شایان ذکر است که تولیدکنندگان گلاب در استان فارس نیز در مهیمند سالیانه ۱۲ هزار تن، شیراز سالیانه حدود ۲۰۰۰ تن، منطقه لایزنگان شهرستان داراب سالیانه ۳ هزار تن و سایر مناطق استان فارس سالیانه حدود ۱۰۰۰ تن گلاب تولید می‌کنند.

## خواص درمانی گلاب
از گلاب برای رفع عوارض حادث از زکام، قطع خون‌ریزی از سینه، خشونت صدا، ضد سرفه، خفقان گرم، درد معده و روده، دل پیچه سرد و گرم، درد کبد و طحال، علاج نزله سرد، سردردهای گرم، درد چشم تقویت حواس، ایجاد نشاط، تقویت دل، رفع خماری، بی هوشی، خفقان استفاده می‌گردد. به دلیل خاصیت ضدعفونی کنندگی، یکی از پاک‌کننده‌های قوی برای پوست‌های خشک و حساس است.